# Pyramid Island (Südliche Shetlandinseln)
Pyramid Island (englisch für Pyramideninsel, spanisch Islote Pirámide) ist eine markante und bis zu 205 m hohe Felseninsel im Archipel der Südlichen Shetlandinseln. Sie liegt 3 km nordnordöstlich des Williams Point vor der Nordküste der Livingston-Insel.
Wahrscheinlich war sie bereits den ersten Robbenfängern bekannt, die 1821 in diesen Gewässern operierten. Wissenschaftler der britischen Discovery Investigations nahmen 1935 die Kartierung und die deskriptive Benennung vor.